# Begonia trullifolia
Espèce
Begonia trullifolia est une espèce de plantes de la famille des Begoniaceae.
Elle a été décrite en 1923 par André Guillaumin (1885-1974).

## Répartition géographique
Cette espèce est originaire du pays suivant : Madagascar.